# موزه مردم‌شناسی بوشهر
موزه مردم‌شناسی بوشهر از مکان‌های دیدنی بندر بوشهر می‌باشد . این موزه در سال ۱۳۸۴ در خیابان ساحلی در محل عمارت قدیمی طاهری تأسیس شده‌است.

بافت قديم و موزه مردم شناسي بوشهر.